# En tu orilla
«En tu orilla» es una canción de la cantante y compositora mexicana-americana Julieta Venegas incluida en su octavo álbum de estudio Tu historia (2022). Fue lanzada por la discográfica Lolein Music como el tercer sencillo oficial el 19 de agosto del 2022. Fue compuesta por ella misma junto con Alex Anwandter.

## Vídeo musical
Fue dirigido por Carmen Rivoira y producido por Rafael Nir y Diego Ríos. Además fue filmado íntegramente en Buenos Aires, Argentina.

### Trama
Al inicio del vídeo se muestra a la cantante caminar junto al mar y después varias escenas de otro hombre (que al parecer es o fue su pareja) estando en distintos lugares y pensando en ella al igual que ella a él.

## Lista de canciones

### Descarga digital[5]
- "En tu orilla": 3:25

## Historial de lanzamiento
| Región | Fecha                | Formato                     | Discográfica              | Ref.  |
| ------ | -------------------- | --------------------------- | ------------------------- | ----- |
| México | 19 de agsoto de 2022 | Descarga digital, Streaming | Lolein Music S.A. de C.V. | [ 6 ] |